# カロリン・エックハルト
カロリン・エックハルト（Carolin Eckhardt 、1987年8月28日 -  ）は、ドイツ・ポツダム出身の漫画家・イラストレーターである。
集英社『となりのヤングジャンプ』で、ドイツ人と日本人の国際結婚を描いた『奥さま Guten Tag!』を執筆した。

## 経歴
1987年、ブランデンブルク州ポツダム郡独立市に生まれる。小学生の時に日本の漫画に魅せられ、13歳で日本語学習を開始。17歳のときに北海道江別市の立命館慶祥高等学校に留学する。
ドイツの高校を卒業し札幌市の専門学校札幌マンガ・アニメ学院に入学。同学院在学中の作品『50 Ost』で週刊ヤングジャンプMANGAグランプリで期待賞を受賞する。卒業後は同学院の職員として勤務しながら漫画を描き、2012年に『奥さま Guten Tag!』でデビュー。